# Infoo.se
Infoo.se är en webbkatalog med cirka 60 000 länkar till svenska webbresurser. Mellan 1993 och 2008 kallades katalogen för SUNET-katalogen.
År 1993 började Rickard Schoultz på KTHNOC att samla länkar från svenska webbsajter. Katalogen blev mest känd som SUNET-katalogen eftersom det svenska universitetsdatanätet finansierade katalogen under flera år. Inledningsvis fanns det bara fem stycken länkar i katalogen, men i takt med att katalogen växte så automatiserade Schoultz den. Vid denna tid, 1993, existerade det inga andra förteckningar över svenska webbsidor och sidan användes av många svenska internetanvändare som startsida. SUNET-katalogen kom att bli en form av sökmotor, den första svenska i sitt slag. Sidan var uppdelad i flera olika kategorier efter ämnesval, ett system som även den amerikanska sökmotorn Yahoo använde när den lanserades två år senare. När intresset för internet tog fart i mitten av 1990-talet blev SUNET ett nav i den svenska delen av webben. Schoultz hanterade  inflödet av nya sidor att katalogisera och ställdes även till svars för vad som kommit med och inte. När media till exempel upptäckte att katalogen innehöll en länk till ett företag som gjorde reklam för underkläder ställdes Schoultz till svars i Aftonbladet.
Katalogen byggs upp genom att webbsidor anmäls via ett webbformulär. Varje anmälan granskas och behandlas sedan av en redaktion innan informationen förs in i katalogen.
Från 2008 ägde KTH Holding katalogen tillsammans med Urban Lindstedt, Magnus Berg och Peter Ekmark. Samtidigt med att de nya ägarna kom in bytte katalogen namn och domän till Infoo.se. År 2011 lämnade KTH Holding helt Infoo.se, som numer drivs av Infoo Webbkatalogen Sverige AB.